# シクロトリデカン
シクロトリデカン (cyclotridecane) は、 13個の炭素原子の環からなる有機化合物であり、分子式 C13H26 、組成式 CH2 で表される。シクロアルカンに分類される飽和炭化水素であり、含まれる全ての化学結合は単結合である。